# La Motte-Chalancon
La Motte-Chalancon là một xã thuộc tỉnh Drôme trong vùng Auvergne-Rhône-Alpes ở đông nam nước Pháp. Xã La Motte-Chalancon nằm ở khu vực có độ cao từ 517-1424 mét trên mực nước biển.